# انداسیب، مورامانگا
انداسیب، مورامانگا (به لاتین: Andasibe, Moramanga) یک سکونتگاه مسکونی در ماداگاسکار است که در آلائوترا-مانگورو واقع شده‌است.

## خصوصیات
انداسیب ۱۲٬۰۰۰ نفر جمعیت دارد و ۹۶۴ متر بالاتر از سطح دریا واقع شده‌است.